# 埃米特特設鎮區 (密歇根州)
埃米特特設鎮區（英語：Emmett Charter Township）是位於美國密歇根州卡爾霍恩縣的一個特設鎮區。

## 地方資料
埃米特特設鎮區的面積為84.20平方千米，當中陸地面積為82.90平方千米，而水域面積為1.30平方千米。根據2020年美國人口普查的數據，當地共有人口11744人，而人口密度為每平方千米139.48人。